# Kestrich
Kestrich ist ein Ortsteil von Feldatal im mittelhessischen Vogelsbergkreis.

## Geographie
Kestrich liegt am Vogelsberg im Naturpark „Hoher Vogelsberg“. Durch den Ort führt die Landesstraße 3071. Die Bebauungen von Kestrich und dem nordwestlich gelegenen Groß-Felda gehen ineinander über.

## Geschichte

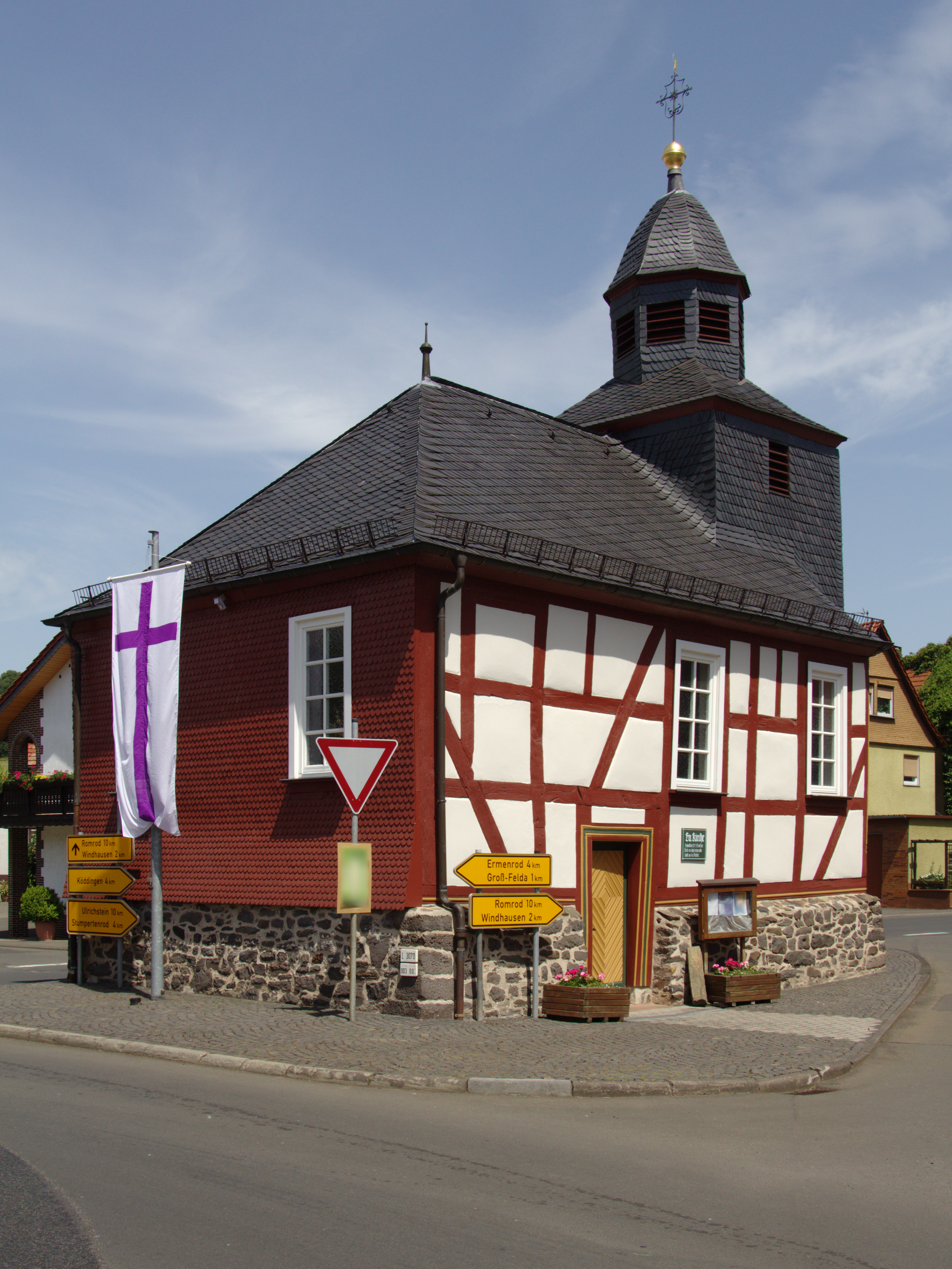
Evangelische Kirche in Kestrich

Bekanntermaßen erstmals schriftlich erwähnt wurde das Dorf in der Zeit zwischen 813 und 817, und zwar mit dem Ortsnamen chisteriche. Weitere Schreibweisen des Ortsnamens waren Keistriche und Kesterich.
Das Dorf entstand um ein Hofgut der Herren von Windhausen das später den Herren von Weiters gehörte. Ab 1717 gehörten Ort und Gericht den Schenck zu Schweinsberg.
Die Statistisch-topographisch-historische Beschreibung des Großherzogthums Hessen berichtet 1830 über Kestrich:

„Kestrich (L. Bez. Alsfeld) evangel. Filialdorf; liegt im Vogelsberg in einem engen Thale an der Felda, so wie 3 1⁄4 St. von Alsfeld, und gehört dem Freiherrn von Schenk. Der Ort hat 77 Häuser, 413 Einwohner, die außer 73 Juden evangelisch sind, sodann 1 Kapelle, 1 Synagoge und 1 Mühle. Die Einwohner beschäftigen sich stark mit der Spinnerei und Leineweberei.“

Neben der Fachwerkkirche liegt die ehemalige Synagoge von Feldatal. Sie wurde im 18. Jahrhundert erbaut und 2005 aufwändig renoviert.

### Gebietsreform
Am 31. Dezember 1971 wurden im Zuge der Gebietsreform in Hessen die bis dahin selbstständigen Gemeinden Ermenrod, Groß-Felda, Kestrich, Köddingen, Stumpertenrod, Windhausen und Zeilbach zur neuen Großgemeinde Feldatal zusammengeschlossen.

### Territorialgeschichte und Verwaltung
Die folgende Liste zeigt im Überblick die Territorien, in denen Kestrich lag, bzw. die Verwaltungseinheiten, denen es unterstand:
- vor 1567: Heiliges Römisches Reich, Landgrafschaft Hessen, Amt Ulrichstein, Gericht Felda
- ab 1567: Heiliges Römisches Reich, Amt Ulrichstein (Söhne der Margarethe von der Saale)[7]
- ab 1570: Heiliges Römisches Reich, Landgrafschaft Hessen-Marburg, Amt Ulrichstein, Gericht Felda
- 1604–1648: Heiliges Römisches Reich, strittig zwischen Landgrafschaft Hessen-Darmstadt und Landgrafschaft Hessen-Kassel (Hessenkrieg)
- ab 1604: Heiliges Römisches Reich, Landgrafschaft Hessen-Darmstadt, Amt Ulrichstein, Gericht Felda[8]
- 1787: Heiliges Römisches Reich, Landgrafschaft Hessen-Darmstadt, Oberfürstentum Hessen, Amt Ulrichstein, Gericht Kestrich der Schenck zu Schweinsberg[9]
- ab 1806: Rheinbund, Großherzogtum Hessen, Oberfürstentum Hessen, Amt Ulrichstein, Gericht Kestrich[10][11]
- ab 1815: Deutscher Bund, Großherzogtum Hessen, Provinz Oberhessen, Amt Ulrichstein, Gericht Kestrich[12]
- Ab 1820: Deutscher Bund, Großherzogtum Hessen, Provinz Oberhessen, Amt Ulrichstein, Patrimonialgericht der Freiherrn Schenck zu Schweinsberg
- ab 1821: Deutscher Bund, Großherzogtum Hessen, Provinz Oberhessen, Landratsbezirk Romrod (Trennung zwischen Justiz (Landgericht Alsfeld) und Verwaltung)[13]
- ab 1829: Deutscher Bund, Großherzogtum Hessen, Provinz Oberhessen, Landratsbezirk Alsfeld (Amtssitzverlegung)
- ab 1832: Deutscher Bund, Großherzogtum Hessen, Provinz Oberhessen, Landkreis Alsfeld
- ab 1838: Deutscher Bund, Großherzogtum Hessen, Provinz Oberhessen, Kreis Grünberg
- ab 1848: Deutscher Bund, Großherzogtum Hessen, Regierungsbezirk Alsfeld
- ab 1852: Deutscher Bund, Großherzogtum Hessen, Provinz Oberhessen, Landkreis Alsfeld
- ab 1867: Norddeutscher Bund, Großherzogtum Hessen, Provinz Oberhessen, Landkreis Alsfeld
- ab 1871: Deutsches Reich, Großherzogtum Hessen, Provinz Oberhessen, Landkreis Alsfeld
- ab 1874: Deutsches Reich, Großherzogtum Hessen, Provinz Oberhessen, Landkreis Schotten
- ab 1918: Deutsches Reich, Volksstaat Hessen, Provinz Oberhessen, Landkreis Schotten
- ab 1938: Deutsches Reich, Volksstaat Hessen, Provinz Oberhessen, Landkreis Alsfeld
- ab 1945: Amerikanische Besatzungszone, Groß-Hessen, Regierungsbezirk Darmstadt, Landkreis Alsfeld
- ab 1949: Bundesrepublik Deutschland, Land Hessen (seit 1946), Regierungsbezirk Darmstadt, Landkreis Alsfeld
- am 31. Dezember 1971 wurde Kestrich der neu gebildeten Gemeinde Feldatal eingegliedert.
- ab 1971:  Bundesrepublik Deutschland, Land Hessen, Regierungsbezirk Darmstadt, Landkreis Lauterbach
- ab 1972: Bundesrepublik Deutschland, Land Hessen, Regierungsbezirk Darmstadt, Vogelsbergkreis
- ab 1981: Bundesrepublik Deutschland, Land Hessen, Regierungsbezirk Gießen, Vogelsbergkreis

### Gerichtszugehörigkeit seit 1803
In der Landgrafschaft Hessen-Darmstadt wurde mit Ausführungsverordnung vom 9. Dezember 1803 das Gerichtswesen neu organisiert. Für die Provinz Oberhessen wurde das „Hofgericht Gießen“ als Gericht der zweiten Instanz eingerichtet. Die Rechtsprechung der ersten Instanz wurde durch die Ämter bzw. Standesherren vorgenommen und somit war für Kestrich das  Patrimonialgericht der Freiherrn Schenck zu Schweinsberg zuständig.
Das Hofgericht war für normale bürgerliche Streitsachen Gericht der zweiten Instanz, für standesherrliche Familienrechtssachen und Kriminalfälle die erste Instanz. Die zweite Instanz für die Patrimonialgerichte waren die standesherrlichen Justizkanzleien. Übergeordnet war das Oberappellationsgericht Darmstadt.
Mit der Gründung des Großherzogtums Hessen 1806 wurde diese Funktion beibehalten, während die Aufgaben der ersten Instanz 1821–1822 im Rahmen der Trennung von Rechtsprechung und Verwaltung auf die neu geschaffenen Land- bzw. Stadtgerichte übergingen. Kestrich fiel in den Gerichtsbezirk des Landgerichts Alsfeld. Im Jahr 1823 gaben Freiherrn Schenck zu Schweinsberg ihre Rechte am Gericht Kestrich an das Großherzogtum Hessen ab.
Erst infolge der Märzrevolution 1848 wurden mit dem „Gesetz über die Verhältnisse der Standesherren und adeligen Gerichtsherren“ vom 15. April 1848 die standesherrlichen Sonderrechte endgültig aufgehoben. Durch Verfügung des Großherzoglich Hessischen Ministerium des Innern und der Justiz wurde am 1. Dezember 1838 Kestrich an den Bezirk des neu errichteten Landgerichts Ulrichstein abgetreten.
Anlässlich der Einführung des Gerichtsverfassungsgesetzes mit Wirkung vom 1. Oktober 1879, infolge derer die bisherigen großherzoglich hessischen Landgerichte durch Amtsgerichte an gleicher Stelle ersetzt wurden, während die neu geschaffenen Landgerichte nun als Obergerichte fungierten, kam es zur Umbenennung in „Amtsgericht Ulrichstein“ und Zuteilung zum Bezirk des Landgerichts Gießen.
1943 verlor das Amtsgericht Ulrichstein seine Selbständigkeit und wurde zur Zweigstelle des Amtsgerichts Schotten. Mit Wirkung zum 1. Juli 1968 erfolgte die Auflösung des Amtsgerichts Schotten und Kestrich kam zum Gerichtsbezirk des Amtsgerichts Alsfeld.
Die übergeordneten Instanzen sind jetzt, das Landgericht Gießen, das Oberlandesgericht Frankfurt am Main sowie der Bundesgerichtshof als letzte Instanz.

### Einwohnerentwicklung
| • 1806: | 412 Einwohner, 69 Häuser           |
| • 1829: | 413 Einwohner, 77 Häuser           |
| • 1867: | 319 Einwohner, 71 bewohnte Gebäude |
| • 1875: | 363 Einwohner, 69 bewohnte Gebäude |

| Kestrich: Einwohnerzahlen von 1806 bis 2017 | Kestrich: Einwohnerzahlen von 1806 bis 2017 | Kestrich: Einwohnerzahlen von 1806 bis 2017 | Kestrich: Einwohnerzahlen von 1806 bis 2017 | Kestrich: Einwohnerzahlen von 1806 bis 2017 |
| --- | ------------------------------------------- | ------------------------------------------- | ------------------------------------------- | ------------------------------------------- |
| Jahr |                                             |                                             |                                             | Einwohner                                   |
| 1806 | 1806                                        |                                             | 412                                         | 412                                         |
| 1829 | 1829                                        |                                             | 413                                         | 413                                         |
| 1834 | 1834                                        |                                             | 458                                         | 458                                         |
| 1840 | 1840                                        |                                             | 421                                         | 421                                         |
| 1846 | 1846                                        |                                             | 442                                         | 442                                         |
| 1852 | 1852                                        |                                             | 406                                         | 406                                         |
| 1858 | 1858                                        |                                             | 373                                         | 373                                         |
| 1864 | 1864                                        |                                             | 382                                         | 382                                         |
| 1871 | 1871                                        |                                             | 366                                         | 366                                         |
| 1875 | 1875                                        |                                             | 363                                         | 363                                         |
| 1885 | 1885                                        |                                             | 339                                         | 339                                         |
| 1895 | 1895                                        |                                             | 304                                         | 304                                         |
| 1905 | 1905                                        |                                             | 284                                         | 284                                         |
| 1910 | 1910                                        |                                             | 298                                         | 298                                         |
| 1925 | 1925                                        |                                             | 275                                         | 275                                         |
| 1939 | 1939                                        |                                             | 273                                         | 273                                         |
| 1946 | 1946                                        |                                             | 381                                         | 381                                         |
| 1950 | 1950                                        |                                             | 372                                         | 372                                         |
| 1956 | 1956                                        |                                             | 284                                         | 284                                         |
| 1961 | 1961                                        |                                             | 280                                         | 280                                         |
| 1967 | 1967                                        |                                             | 309                                         | 309                                         |
| 1970 | 1970                                        |                                             | 299                                         | 299                                         |
| 1980 | 1980                                        |                                             | ?                                           | ?                                           |
| 1990 | 1990                                        |                                             | ?                                           | ?                                           |
| 2000 | 2000                                        |                                             | ?                                           | ?                                           |
| 2011 | 2011                                        |                                             | 282                                         | 282                                         |
| 2017 | 2017                                        |                                             | 271                                         | 271                                         |
| Datenquelle: Historisches Gemeindeverzeichnis für Hessen: Die Bevölkerung der Gemeinden 1834 bis 1967. Wiesbaden: Hessisches Statistisches Landesamt, 1968. Weitere Quellen: ; Zensus 2011 |                                             |                                             |                                             |                                             |

### Religionszugehörigkeit
| • 1829: | 341 evangelische (= 82,32 %), 73 jüdische (= 17,68 %) Einwohner   |
| • 1961: | 250 evangelische (= 89,29 %), 20 katholische (= 7,14 %) Einwohner |

## Sehenswürdigkeiten
- Jüdischer Friedhof, im 18. Jahrhundert angelegt
- Evangelische Kirche, 1772/73 gebaut

## Verkehr
Den öffentlichen Personennahverkehr stellt eine Buslinie der Verkehrsgesellschaft Oberhessen her.